# تصفيات بطولة أمم أوروبا 2016 المجموعة ص

تظهر هذه الصفحة ترتيب ونتائج المجموعة G من مسابقة تصفيات بطولة أمم أوروبا لكرة القدم 2016.

## الترتيب
| م | الفريق       | لعب | ف | ت | خ | أ.له | أ.ع | أ.ف | نقاط | التأهل                     |     | النمسا | روسيا | السويد | الجبل الأسود | ليختنشتاين | مولدوفا |
| - | ------------ | --- | - | - | - | ---- | --- | --- | ---- | -------------------------- | --- | ------ | ----- | ------ | ------------ | ---------- | ------- |
| 1 | النمسا       | 10  | 9 | 1 | 0 | 22   | 5   | +17 | 28   | تأهل إلى المسابقة النهائية |     | —      | 1–0   | 1–1    | 1–0          | 3–0        | 1–0     |
| 2 | روسيا        | 10  | 6 | 2 | 2 | 21   | 5   | +16 | 20   | تأهل إلى المسابقة النهائية |     | 0–1    | —     | 1–0    | 2–0          | 4–0        | 1–1     |
| 3 | السويد       | 10  | 5 | 3 | 2 | 15   | 9   | +6  | 18   | تقدم إلى الملحق            |     | 1–4    | 1–1   | —      | 3–1          | 2–0        | 2–0     |
| 4 | الجبل الأسود | 10  | 3 | 2 | 5 | 10   | 13  | −3  | 11   |                            |     | 2–3    | 0–3   | 1–1    | —            | 2–0        | 2–0     |
| 5 | ليختنشتاين   | 10  | 1 | 2 | 7 | 2    | 26  | −24 | 5    |                            | 0–5 | 0–7    | 0–2   | 0–0    | —            | 1–1        |         |
| 6 | مولدوفا      | 10  | 0 | 2 | 8 | 4    | 16  | −12 | 2    |                            | 1–2 | 1–2    | 0–2   | 0–2    | 0–1          | —          |         |

1. ↑  تم منح مباراة الجبل الأسود وروسيا 3-0 لصالح روسيا بعد أن تم إيقافها في 0-0 بسبب عنف الجماهير والخلاف بين اللاعبين.

## المباريات
أصدر اليويفا جدول المباريات تزامناً مع يوم انعقاد القرعة في 23 فبراير 2014 في نيس.
| روسيا                                                                                           | 4–0   | ليختنشتاين |
| ----------------------------------------------------------------------------------------------- | ----- | ---------- |
| مارتن بوشيل 4' (ضد.) · فرانز برغماير 50' (ضد.) · دميتري كومباروف 54' (ركلة.) · أرتيم دزيوبا 65' | تقرير |            |

| النمسا                 | 1–1   | السويد            |
| ---------------------- | ----- | ----------------- |
| دافيد ألابا 7' (ركلة.) | تقرير | ايركان زينجين 12' |

| الجبل الأسود                          | 2–0   | مولدوفا |
| ------------------------------------- | ----- | ------- |
| ميركو فوتشينيتش 45+2' · Tomašević 73' | تقرير |         |

| ليختنشتاين | 0–0   | الجبل الأسود |
| ---------- | ----- | ------------ |
|            | تقرير |              |

| مولدوفا                       | 1–2   | النمسا                                   |
| ----------------------------- | ----- | ---------------------------------------- |
| ألييكساندرو ديدوف 27' (ركلة.) | تقرير | دافيد ألابا 12' (ركلة.) · مارك يانكو 51' |

| السويد            | 1–1   | روسيا                |
| ----------------- | ----- | -------------------- |
| أولا تويفونين 49' | تقرير | ألكساندر كوكورين 10' |

| النمسا           | 1–0   | الجبل الأسود |
| ---------------- | ----- | ------------ |
| روبين أوكوتي 24' | تقرير |              |

| روسيا                    | 1–1   | مولدوفا                |
| ------------------------ | ----- | ---------------------- |
| أرتيم دزيوبا 73' (ركلة.) | تقرير | ألكسندرو ايبوريانو 74' |

| السويد                              | 2–0   | ليختنشتاين |
| ----------------------------------- | ----- | ---------- |
| ايركان زينجين 34' · جيمي دورماز 46' | تقرير |            |

| النمسا           | 1–0   | روسيا |
| ---------------- | ----- | ----- |
| روبين أوكوتي 73' | تقرير |       |

| مولدوفا | 0–1   | ليختنشتاين        |
| ------- | ----- | ----------------- |
|         | تقرير | فرانز برغماير 74' |

| الجبل الأسود                | 1–1   | السويد                 |
| --------------------------- | ----- | ---------------------- |
| ستيفان يوفيتيتش 80' (ركلة.) | تقرير | زلاتان إبراهيموفيتش 9' |

| ليختنشتاين | 0–5   | النمسا                                                                                                |
| ---------- | ----- | --- |
|            | تقرير | مارتن هارنيك 14' · مارك يانكو 16' · دافيد ألابا 59' · زلاتكو يونوزوفيتش 74' · ماركو أرناوتوفيتش 90+3' |

| مولدوفا | 0–2   | السويد                               |
| ------- | ----- | ------------------------------------ |
|         | تقرير | زلاتان إبراهيموفيتش 46'، 84' (ركلة.) |

| الجبل الأسود | 0–3 Awarded | روسيا |
| ------------ | ----------- | ----- |
|              | تقرير       |       |

| ليختنشتاين | 1–1   | مولدوفا         |
| ---------- | ----- | --------------- |
| فيزر 20'   | تقرير | جيورج بوغيو 43' |

| روسيا | 0–1   | النمسا         |
| ----- | ----- | -------------- |
|       | تقرير | مارك يانكو 33' |

| السويد                                         | 3–1   | الجبل الأسود                 |
| ---------------------------------------------- | ----- | ---------------------------- |
| ماركوس بيرغ 37' · زلاتان إبراهيموفيتش 40'، 44' | تقرير | ديان داميانوفيتش 64' (ركلة.) |

| روسيا            | 1–0   | السويد |
| ---------------- | ----- | ------ |
| أرتيم دزيوبا 38' | تقرير |        |

| النمسا                | 1–0   | مولدوفا |
| --------------------- | ----- | ------- |
| زلاتكو يونوزوفيتش 52' | تقرير |         |

| الجبل الأسود                           | 2–0   | ليختنشتاين |
| -------------------------------------- | ----- | ---------- |
| فاتوس بشيراي 38' · ستيفان يوفيتيتش 56' | تقرير |            |

| ليختنشتاين | 0–7   | روسيا                                                                                                 |
| ---------- | ----- | --- |
|            | تقرير | أرتيم دزيوبا 21'، 45'، 73'، 90' · ألكساندر كوكورين 40' (ركلة.) · فيودور سمولوف 77' · ألان دزاغويف 85' |

| مولدوفا | 0–2   | الجبل الأسود                      |
| ------- | ----- | --------------------------------- |
|         | تقرير | ستيفان سافيتش 9' · Racu 65' (ضد.) |

| السويد                    | 1–4   | النمسا                                                          |
| ------------------------- | ----- | --------------------------------------------------------------- |
| زلاتان إبراهيموفيتش 90+1' | تقرير | دافيد ألابا 9' (ركلة.) · مارتن هارنيك 38'، 88' · مارك يانكو 77' |

| ليختنشتاين | 0–2   | السويد                                    |
| ---------- | ----- | ----------------------------------------- |
|            | تقرير | ماركوس بيرغ 18' · زلاتان إبراهيموفيتش 55' |

| مولدوفا      | 1–2   | روسيا                                    |
| ------------ | ----- | ---------------------------------------- |
| Cebotaru 85' | تقرير | سيرغي إيغناشيفيتش 58' · أرتيم دزيوبا 78' |

| الجبل الأسود                           | 2–3   | النمسا                                                        |
| -------------------------------------- | ----- | ------------------------------------------------------------- |
| ميركو فوتشينيتش 32' · فاتوس بشيراي 68' | تقرير | مارك يانكو 55' · ماركو أرناوتوفيتش 81' · مارسيل سابيتسر 90+2' |

| النمسا                                      | 3–0   | ليختنشتاين |
| ------------------------------------------- | ----- | ---------- |
| ماركو أرناوتوفيتش 12' · مارك يانكو 54'، 57' | تقرير |            |

| روسيا                                           | 2–0   | الجبل الأسود |
| ----------------------------------------------- | ----- | ------------ |
| اوليغ كوزمين 33' · ألكساندر كوكورين 37' (ركلة.) | تقرير |              |

| السويد                                      | 2–0   | مولدوفا |
| ------------------------------------------- | ----- | ------- |
| زلاتان إبراهيموفيتش 23' · ايركان زينجين 47' | تقرير |         |

## روابط خارجية
- مرحلة تصفيات بطولة أمم أوروبا لكرة القدم 2016 مجموعة G